# Should've Known Better

Should've Known Better (J'aurais dû mieux savoir), est la chanson de l'artiste danoise Soluna Samay qui représente le Danemark au Concours Eurovision de la chanson 2012 à Bakou, en Azerbaïdjan.

## Eurovision 2012
La chanson est sélectionnée le 21 janvier 2012 lors d'une finale nationale.
Elle participe à la première demi-finale du Concours Eurovision de la chanson 2012, le 22 mai 2012.